# Dysfonction sexuelle
 Mise en garde médicale
Une dysfonction sexuelle, ou trouble sexuel, désigne une difficulté vécue par un ou plusieurs individus durant un certain stade d'activité sexuelle, impliquant le désir, l'excitation ou l'orgasme.
Pour réussir à soigner ou à maximiser l'impact positif du traitement comportemental et médicamenteux des causes de la dysfonction sexuelle, il est important d'avoir une approche compréhensive du problème. Des antécédents médicaux ou psychologiques (si existants) doivent être pris en compte. L'anxiété, la culpabilité (associée à la masturbation chez les Indiens), le stress et l'inquiétude sont des symptômes de la dysfonction sexuelle.

## Catégories
Les troubles de la dysfonction sexuelle peuvent être classifié en quatre catégories : troubles du désir sexuel, troubles de l'excitation sexuelle, troubles de l'orgasme et troubles sexuels avec douleur.

### Troubles du désir sexuel
Les troubles du désir sexuel sont caractérisés par un manque ou une absence de désir sexuel ou de libido, durant une certaine période, en ce qui concerne les activités sexuelles ou fantasmes. Cette condition se désigne par un manque de désir sexuel chez un partenaire. La frigidité peut être générale (manque général de désir sexuel) ou occasionnelle (quelque période de désir sexuel, mais manque de désir avec un partenaire actuel), et peut durer pendant une période spécifique (frigidité développée après une période sexuelle normale) ou durant toute une vie.
Les causes varient considérablement, mais elles incluent une possible baisse dans la production d'œstrogène chez les femmes ou de testostérones chez les hommes ou femmes. D'autres causes peuvent impliquer un âge avancé, la fatigue, la grossesse, les substances médicamenteuses (comme l'ISRS) ou conditions psychiatriques, comme la dépression ou l'anxiété.

### Troubles de l'excitation sexuelle
Les troubles de l'excitation sexuelle sont anciennement connus sous le terme de frigidité chez les femmes et d'impuissance chez les hommes. L'impuissance est désormais connue sous le terme « dysfonction érectile », et la frigidité a été remplacée par un nombre de termes qui décrivent les problèmes spécifiques, par exemple, liés au désir ou à l'excitation.
Il existe plusieurs causes médicales concernant ces troubles comme une réduction du flux sanguin dans le pénis ou un manque de sécrétion vaginale. Des maladies chroniques ou des relations mal adaptées en les deux partenaires peuvent contribuer également. Une prise de médicaments, principalement des antidépresseurs ou des antipsychotiques peuvent entraîner ce genre de dysfonction.
Contrairement au trouble de l'orgasme, avec le succès du viagra (sildenafil citrate), la majorité des troubles érectiles chez les hommes sont physiques.

### Dysfonction érectile
in vitro La dysfonction érectile, ou impuissance, est une dysfonction sexuelle caractérisée par l'incapacité à développer ou maintenir une érection du pénis. Il existe plusieurs causes à ce type de trouble, comme un dommage fait aux nerfs érecteurs qui empêche ou retarde l'érection, ou le diabète, qui diminue le flux sanguin dans le pénis, ce qui est médicalement irréversible. Également à souligner la prescription d'antidépresseurs (principalement de la classe ISRS) ou dans une moindre importance de médicaments visant à réguler l'hypertension.
Les causes de la dysfonction érectile peuvent être physique ou psychologique. 

### Troubles de l'orgasme
Les troubles de l'orgasme sont des absences ou retards persistants de l'orgasme après une phase d'excitation sexuelle. Le trouble peut avoir des origines physiques, psychologiques ou pharmacologiques. Les antidépresseurs ISRS sont parmi les médicaments communément prescrits entrainant le plus d'effets secondaires de ce type. Ils sont parfois prescrits à des éjaculateurs précoces afin de retarder leur orgasme (on utilise l'effet secondaire de l'antidépresseur).

### Troubles sexuels avec douleur
Les troubles sexuels avec douleur affectent uniquement les femmes et sont connus sous le terme de « dyspareunie » (relation sexuelle douloureuse) ou vaginisme (spasme involontaire des muscles des parois vaginales qui interfèrent durant la relation sexuelle).
La dyspareunie peut être causée par une faible sécrétion vaginale (cyprine) chez les femmes. Une faible sécrétion peut être le résultat d'une faible stimulation ou excitation, ou des changements hormonaux causé par la ménopause, la grossesse ou l'allaitement. La peur et l'anxiété peuvent également causer une sécheresse vaginale.

### Dysfonction érectile
Une dysfonction érectile peut être causée par une maladie cardiovasculaire chez les seniors souffrant d'athérosclérose. La maladie vasculaire est répandue chez les individus souffrant de diabète sucré, d'artériopathie oblitérante des membres inférieurs, d'hypertension et chez ceux qui fument.
Une déficience hormonale est rarement la cause d'une dysfonction érectile.

## Symptômes

### Psychologie
La quatrième édition du Manuel diagnostique et statistique des troubles mentaux (DSM-IV) liste les dysfonctions sexuelles psychologiques suivante :
- Frigidité (voir asexualité, qui n'est pas classifié en tant que trouble)
- Bestialité
- Dysfonction érectile masculine
- Trouble orgasmique chez la femme (voir anorgasmie)
- Trouble orgasmique chez l'homme (voir anorgasmie)
- Éjaculation précoce
- Dyspareunie
- Vaginisme
- Paraphilies
- TSPT à la suite de mutilations génitales ou abus sexuel durant l'enfance
- Anhédonie
- Troubles de l'identité sexuelle
- Dysphorie
- Syndrome prémenstruel

### Autres problèmes sexuels
- Insatisfaction sexuelle (non spécifique)
- Manque de désir sexuel
- Anorgasmie
- Impuissance
- Maladie sexuellement transmissibles
- Retard ou absence d'éjaculation, malgré des stimulations adéquates
- Incapacité à trouver un temps d'éjaculation
- Post SSRI Sexual Dysfunction
- Hypersexualité
- Toute forme de mutilations génitales féminines
- Syndrome d'excitation génitale persistante

### Autres problèmes liés
- Pédophilie
- Nécrophilie
- Zoophilie
- Infertilité
- Paraphilie

## Causes
Il existe un nombre de facteurs chez un individus qui peuvent être la cause d'une dysfonction érectile. Ceux-ci peuvent être le résultat de facteurs psychologiques ou émotionnels.
La dysfonction érectile peut être causé par des facteurs émotionnels, impliquant problèmes psychologiques ou interpersonnels. Les problèmes interpersonnels sont causés par facteurs relationnels, d'un manque de confiance ou de communication entre les deux partenaires, et des problèmes psychologiques peuvent être la cause d'une dépression, des peurs ou culpabilités sexuelles, d'antécédents sexuels traumatisants, de troubles sexuels, et autres.
La dysfonction sexuelle est répandue chez les individus souffrant de troubles anxieux. L'anxiété ordinaire peut évidemment causer une dysfonction sexuelle chez les hommes ne souffrant d'aucun problème psychiatrique, mais les troubles cliniquement diagnostiqué comme les peurs paniques causent un individu à éviter des interactions sexuelles et est exposé aux éjaculations précoces. Une douleur durant une relation sexuelle est comorbide aux troubles anxieux chez les femmes.
De nombreuses causes médicamenteuses peuvent aussi être mise en avant lorsque de tels troubles surviennent (antidépresseurs, antipsychotiques, antihypertenseurs...)

## Traitement chez les hommes
Chez les hommes, la cause de la dysfonction est souvent psychologique, la psychothérapie peut aider. L'anxiété peut se développer après de mauvais incidents ou un manque d'expérience. Cette anxiété mène souvent au développement d'une peur concernant les activités et relations sexuelles. En retour, éviter l'interaction sexuelle provoque une désensibilisation du pénis.
Des changements de train de vie comme arrêter la cigarette, les substances médicamenteuses ou l'abus d'alcool peuvent également aider à tout type de dysfonction sexuelle.
De nombreux médicaments comme le viagra, la cialis, le bupropione, levitra et les injections dans le pénis de prostaglandine E1 (PGE1), de bimix (papavérine/phentolamine) ou de trimix (papavérine/phentolamine/PGE1)sont disponibles en vente pour aider les patients souffrant de dysfonction érectile. Aujourd’hui la même molécule peut être administrée par voie topique au moyen d’une goutte de crème déposée à l’extrémité du pénis. Ces médicaments ne marchent qu'à 60 % chez les hommes. Pour le reste, les médicaments ne fonctionnent pas à cause d'un mauvais diagnostic ou de troubles chronique.

## Traitement chez les femmes
Chez les femmes, le traitement conseillé alliera idéalement un examen par un médecin sexologue et une sexothérapie. Comme les troubles sexuels sont souvent multifactoriels, l'abord thérapeutique pourra être constitué de plusieurs interventions simultanées (traitement médicamenteux, thérapie, relaxation thérapeutique...)